# Avalon (Pensilvânia)
Avalon é um distrito localizado no estado norte-americano da Pensilvânia, no Condado de Allegheny.

## Demografia
Segundo o censo norte-americano de 2000, a sua população era de 5294 habitantes. 
Em 2006, foi estimada uma população de 4890, um decréscimo de 404 (-7.6%).

## Geografia
De acordo com o United States Census Bureau tem uma área de 1,7 km², dos quais 1,6 km² cobertos por terra e 0,1 km² cobertos por água.

## Localidades na vizinhança
O diagrama seguinte representa as localidades num raio de 4 km ao redor de Avalon. 